# 윤봉길 의사 유품
윤봉길 의사 유품(尹奉吉義士遺品)은 한국의 독립 운동가 윤봉길의 유품이다. 총 68점의 유품으로 구성되어 있으며, 대한민국 충청남도 예산군 충의사 및 서울특별시 용산구 국립중앙박물관에서 나뉘어 소장되어 있다.

## 구성
- 보물 제568-1호  선서문(宣誓文)
- 보물 제568-2호  이력서 및 유서(履歷書及遺書)
- 보물 제568-3호  회중시계
- 보물 제568-4호  지갑부중국화폐(지갑附中國貨幣)
- 보물 제568-5호  윤봉길의사인(尹奉吉義士印)
- 보물 제568-6호  손수건
- 보물 제568-7호  안경집(眼鏡집)
- 보물 제568-8호  일기(日記)
- 보물 제568-9호  월진회 창립취지서(月進會創立趣旨書)
- 보물 제568-10호  농민독본(農民讀本)
- 보물 제568-11호  형틀대(刑틀臺)
- 보물 제568-12호  편지(便紙)
- 보물 제568-13호  월진회 통장(月進會通帳)

## 선서문
윤봉길의사 유품 가운데 선서문은 일제시대 독립운동가 윤봉길(尹奉吉, 1908∼1932)이 생전에 사용하던 일괄유품 13종 68점 중 하나이다. 13종의 유품 중 10종은 충청남도 예산군 덕산면 충의사기념관(忠義祠紀念館)에 보관 중이고, 2종은 국립중앙박물관에, 나머지 1종은 서울 윤남의(尹南儀)의 집에 소장되어 있으며 모두 보물 제568호의 1-10호로 일괄지정되었는데, 그 중 국립중앙박물관 소장은 제568-1호와 제568-2호이다. 윤봉길의사선서문(尹奉吉義士宣誓文) 1장은 그중 보물 제568-1호로, 윤봉길이 23세 되던 해 중국으로 망명하여 1931년 김구선생의 한인애국단에 입단하면서 직접 손으로 쓴 선서문이다. 가로 21.5cm, 세로 27cm이다.

## 이력서 및 유서
윤봉길 의사 유품 가운데 제568-2호는 윤봉길의사이력서급유서(尹奉吉義士履歷書及遺書) 1책 17매로, 이것도 한인애국단에 입단할 때 펜글씨로 쓴 이력서와 유서이며 가로 16.5cm, 세로 29cm이다. 국립중앙박물관 소장.

## 월진회 통장
월진회 통장(月進會通帳)은 독립운동가 윤봉길 의사가 남긴 유품들 가운데 하나이다.
지방 농민들을 규합하여 자활적 농촌진흥을 위하여 월진회를 조직, 회장에 추대되었다.